# Nuno Claro
Nuno Claro Simôes Coimbra (* 7. Januar 1977 in Tondela) ist ein ehemaliger portugiesischer Fußballspieler. Der Torwart bestritt insgesamt 120 Spiele in der portugiesischen Primeira Liga und der rumänischen Liga 1. In den Jahren 2008, 2010 und 2012 gewann er mit CFR Cluj die rumänische Meisterschaft.

## Karriere
Nuno Claro begann seine Karriere 1995 in Portugal beim Académico Viseu Futebol Club und spielte bis 2007 bei verschiedenen Vereinen in Portugal. Danach wechselte er ablösefrei vom FC Paços de Ferreira zu CFR Cluj nach Rumänien. Während der sechs Jahre in Cluj konnte er zweimal die rumänische Meisterschaft und dreimal den rumänischen Pokal gewinnen. In den Spielzeiten 2011/12 und 2012/13 kam er jedoch nicht mehr zum Einsatz. Im Sommer 2013 wechselte er zu Aufsteiger ACS Poli Timișoara, mit dem er am Ende der Saison 2013/14 wieder absteigen musste. Anschließend schloss er sich Zweitligist FC Olt Slatina an. Sein Klub zog sich im Laufe der Spielzeit 2014/15 vom Spielbetrieb zurück. Nuno Claro beendete anschließend seine Laufbahn.

## Erfolge/Titel
- Rumänischer Meister (3): 2007/08, 2009/10, 2011/12
- Rumänischer Pokalsieger (3): 2007/08, 2008/09, 2009/10